# Me keo Việt Nam
Me keo Việt Nam hay găng ta (danh pháp hai phần: Pithecellobium vietnamense) là loài thực vật có hoa trong họ Đậu. Loài này được I.C.Nielsen miêu tả khoa học đầu tiên.